# Monastyr Rylski
Monastyr Rylski  (dawny polski egzonim: monastyr Rilski, także: monaster Rilski; bułg. Рилски манастир, Riłski manastir) – bułgarski monaster usytuowany w kotlinie masywu górskiego Riła, około 120 km na południe od Sofii. Jest on ważnym symbolem bułgarskiego oporu przeciwko tureckiemu panowaniu, a także symbolem odrodzenia narodowego w XVIII i XIX wieku.
Leżący na wysokości 1100 m n.p.m. monastyr został założony w XIV na miejscu pustelni Iwana z Riły istniejącej od X wieku. Współczesna postać monasteru pochodzi z XIX wieku, kiedy to dzięki ofiarom społeczeństwa bułgarskiego i przy zgodzie władz tureckich wybudowano ogromny kompleks klasztorny, harmonijnie wkomponowany w naturalne otoczenie. Mury o grubości 2 m i wysokości 24 m nadają mu wygląd warownej twierdzy i obramowują budynki o łącznej kubaturze 32 000 m³. Wnętrze zbudowane jest w stylu bułgarskiego odrodzenia. Wewnętrzny dziedziniec otaczają trzykondygnacyjne budynki z łukami pomalowanymi na czarno i biało oraz drewnianymi krużgankami, mieszczące cele mnichów.
Główna cerkiew, pod wezwaniem Świętej Bogurodzicy, to trójnawowa bazylika zbudowana na planie krzyża z kopułą na skrzyżowaniu naw. Ozdobą świątyni są freski i olbrzymi ikonostas. To tutaj znajduje się słynna baszta Chrelina.
W okolicach klasztoru znajdują się też inne cerkwie i kaplice z freskami z wieków od XV do XVII.
W 1983 monastyr Rilski został wpisany na listę światowego dziedzictwa UNESCO.